# George Engel
 (août 2022).
Si vous disposez d'ouvrages ou d'articles de référence ou si vous connaissez des sites web de qualité traitant du thème abordé ici, merci de compléter l'article en donnant les références utiles à sa vérifiabilité et en les liant à la section « Notes et références ».
Ne doit pas être confondu avec Georges Engel.
Pour les articles homonymes, voir Engel.

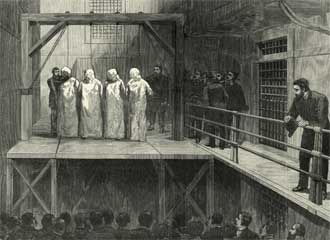
Le 11 novembre 1887, à Chicago, à dans la cour de la prison, exécution par pendaison des anarchistes August Spies, Albert Parsons, Adolph Fischer, George Engel.

George Engel est un anarchiste né à Cassel, dans l'Électorat de Hesse, le 15 avril 1836, et mort pendu le 11 novembre 1887 à Chicago à la suite d'un procès truqué lié au massacre de Haymarket Square.

## Biographie
Son père est un pauvre maçon qui meurt alors qu’il a huit ans. Sa mère disparaît lors de sa onzième année, victime du choléra. Mis en pension dans une famille qui le laisse mourir de faim, il est obligé de mendier sa nourriture chez les voisins. Il devient cordonnier à Francfort puis compagnon, ce qui lui permet de découvrir l’Allemagne. Il émigre en Angleterre et, un an plus tard, en 1874, aux États-Unis.
À Philadelphie, une maladie le rend presque aveugle, et c’est ainsi qu’il arrive à Chicago en 1874, où il ouvre un commerce de tabac. Il est un temps membre du Parti ouvrier socialiste, puis, déçu des politiciens, passe à l’anarchisme.
Lors de l’attentat de Haymarket Square, il est chez lui en train de jouer aux cartes. Il est pourtant condamné à la pendaison et exécuté « pour l'exemple » en novembre 1887, lors du Black Friday, avec d'autres anarchistes.
En 1893, ces anarchistes furent innocentés et réhabilités par le gouverneur de l'Illinois, qui confirma que c'était le chef de la police de Chicago, Frederick Ebersold, qui avait tout organisé, et même commandité l'attentat pour justifier la répression qui allait suivre.

## Bibliographie

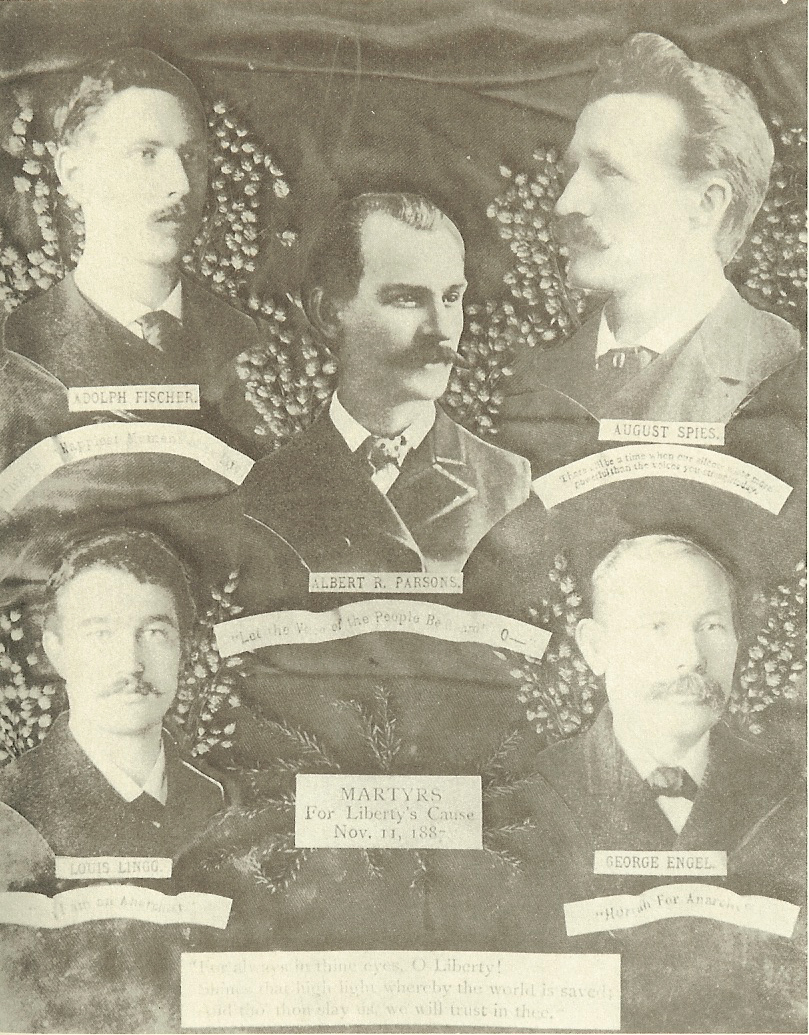
« The Haymarket Martyrs ».

### Notices
- Notices d'autorité :   - VIAF
  - LCCN
  - WorldCat
- L'Éphéméride anarchiste : notice biographique.
- L'Éphéméride anarchiste : Massacre de Haymarket Square.
- L'Éphéméride anarchiste : La pendaison des anarchistes de Chicago.